# Prosena pectoralis
Prosena pectoralis är en tvåvingeart som först beskrevs av Walker 1858.  Prosena pectoralis ingår i släktet Prosena och familjen parasitflugor. Inga underarter finns listade i Catalogue of Life.